# Cyphonisia nesiotes
Cyphonisia nesiotes is een spinnensoort uit de familie Barychelidae. De soort komt voor in Sao Tomé en Principe.